# 철도 전쟁

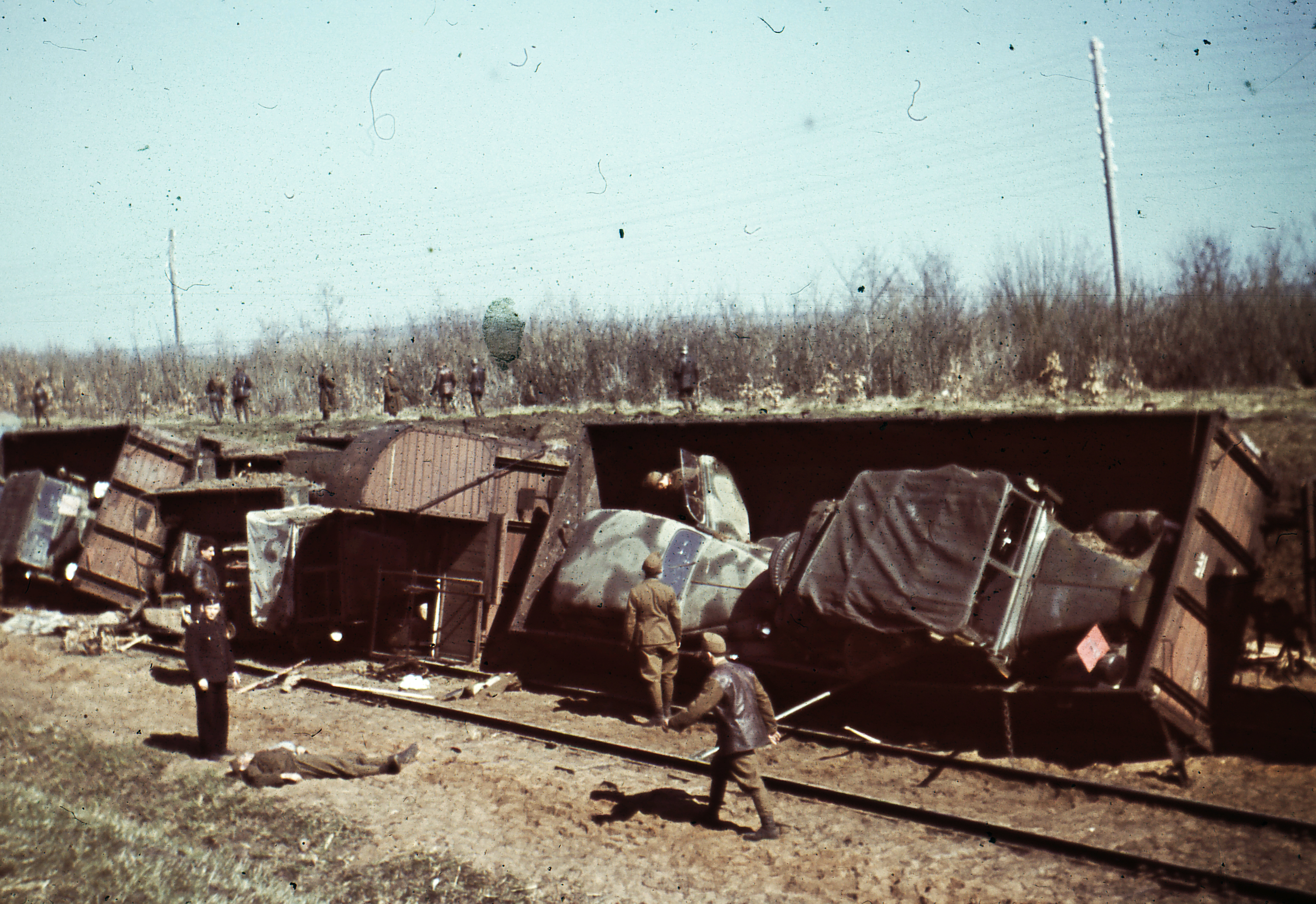

철도 전쟁(러시아어: Рельсовая война, 로마자 표기: Relsovaya voyna; 벨로루시어: Рэйкавая вайна, 로마자 표기: Rejkavaja vajna; 우크라이나어: Рейкова війна, 로마자 표기: Reikova viina)은 소련에서 일어난 제2차 세계 대전 당시 소련 빨치산의 행동을 일컫는 이름이다. 특히 독일이 점령한 벨로루시와 우크라이나에서 그렇다. 이 작전은 철도를 파괴하여 독일의 물류를 방해하고 장비와 인력의 전선 이동을 방해하려는 의도로 수행되었다.